# Dor Mărunt
Dor Mărunt est une commune roumaine située dans le județ de Călărași.
Il s'y trouve le haras national de Dor Mărunt.